# Perkins (Georgia)
Perkins – jednostka osadnicza w Stanach Zjednoczonych, w stanie Georgia, w hrabstwie Jenkins.